# サーメート
サーメート (Thermate) は、テルミット焼夷弾の一種で、短時間に狭い範囲に集中する非常に高い温度を爆発的に生み出せる兵器である。

## 概要
燃焼するのに酸素を必要としないため、水中でも使用できる。通常の手榴弾などに比べて加害半径はきわめて狭いため、信管の遅延時間も短い。燃焼温度は約4,000-5,000度にもなり、鉄骨などを溶かせる。主な用途は、鉄条網やバリケードなどの構築物の破壊である。
ベトナム戦争のころから長年にわたって使用されている。
比較的マイナーな兵器であるが、スティーブン・ジョーンズがアメリカ同時多発テロ事件陰謀説の1つとして「ワールドトレードセンターのビル3つを崩壊させる際にサーメートが使われた」という仮説を発表したことから、知られるようになった。
また、白リン弾と誤解されていることも多い。

## AN-M14/TH3焼夷手榴弾

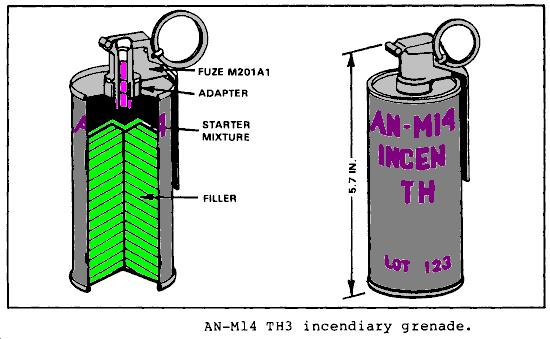
焼夷手榴弾

アメリカ軍ではTH3焼夷手榴弾を配備している。
- 長さ：145ミリメートル
- 直径：64ミリメートル
- 色
  - 1960年代以前の塗装規則では灰色に紫のラインに塗装されている。
  - 1960年以降の改変された塗装規則ではライトレッドに塗装されている。
- 信管：M2000A1（2秒遅延）
- 加害半径：2メートル
- 燃焼時間：2-3秒
- 燃焼温度：華氏4,000度（摂氏2,204度）
- 充填材：サーメート
  - テルミット：68.7%
  - 硝酸バリウム：29.0%
  - 硫黄：2.0%
  - バインダー：0.3%

## 登場作品
『遊星からの物体X』
冒頭にて、ノルウェーの南極観測隊員が「物体」に対してAN-M14を使用する。